# ناثان باستيان
ناثان باستيان هو لاعب هوكي الجليد كندي، ولد في 6 ديسمبر 1997.

## روابط خارجية
- ناثان باستيان على موقع دوري الهوكي الوطني (الإنجليزية)
- ناثان باستيان على موقع EliteProspects.com (الإنجليزية)
- ناثان باستيان على موقع HockeyDB.com (الإنجليزية)
- ناثان باستيان على موقع Hockey-Reference.com (الإنجليزية)